# Оборонная промышленность Ирана
Военная промышленность (военно-промышленный комплекс) Ирана производит различные виды вооружений и военной техники. 
Военная промышленность Ирана, находящаяся под командованием Министерства обороны и поддержки Вооружённых сил Ирана, состоит из следующих основных компонентов:
- Организация оборонной промышленности Ирана[источник не указан 1048 дней]
- Организация аэрокосмической промышленности Ирана[источник не указан 1048 дней]
- Иранская организация авиационной промышленности (IAIO)
- Организация морской промышленности Ирана[источник не указан 1048 дней]
- Электронная промышленность Ирана (Iran Electronics Industries, IEI; см. Электронная промышленность)

Безопасность телекоммуникаций и информационных технологий также является частью иранской оборонной промышленности.

## История

### Шахский период
Военная промышленность Ирана зародилась при последнем иранском шахе Мохаммеде Резе Пехлеви. В 1972 году была основана компания «Электронная промышленность Ирана» (IEI) для организации усилий по сборке и ремонту оружия, поставляемого из-за границы. 
Большая часть оружия Ирана импортировалась из США и Европы. Между 1971 и 1975 годами шах заказал вооружения на 8 миллиардов долл. только в Соединенных Штатах. Это встревожило Конгресс США, который усилил закон 1968 года об экспорте оружия в 1976 году и переименовал его в Закон о контроле за экспортом оружия. Тем не менее, Соединенные Штаты продолжали продавать Ирану большое количество оружия до Исламской революции 1979 года.
В 1977 году организация оборонной промышленности Ирана начала работать над ракетами совместно с Израилем в рамках проекта «Цветок» и запросила совместную программу разработки ракет с Соединенными Штатами, но она была отклонена. 
В 1979 году страна сделала первый шаг к производству ракет для советских РСЗО БМ21, также РПГ-7 и СА-7.

### Период Исламской Республики
После исламской революции и начала ирано-иракской войны (1980—1988) экономические санкции и международное эмбарго на поставки оружия, введенное Соединенными Штатами, в сочетании с высоким спросом на военную технику, вынудили Иран полагаться на свою внутреннюю оружейную промышленность в отношении ремонта и запасных частей. 
За реорганизацию отечественной военной промышленности отвечал Корпус стражей исламской революции. Под их командованием военная промышленность Ирана была значительно расширена, и, когда министерство обороны вложило значительные суммы денег в ракетную промышленность, Иран вскоре получил арсенал ракет.
С 1992 года ВПК также производит собственные танки, бронетранспортёры, ракеты, подводные лодки и истребители.
В 2007 году, после событий в ядерной программе Ирана, Совет Безопасности ООН ввел санкции против Ирана, запретив ему экспорт любого вида оружия. 
Несмотря на эти санкции, Иран продал некоторое военное оборудование таким странам, как Судан, Сирия и Северная Корея. Иран в течение нескольких лет не смог импортировать из России военное оборудование, такое как С-300, и продолжил строительство своего собственного аналога, получившего название Bavar 373. РФ завершила поставку ракетных комплексов С-300 в Иран лишь в октябре 2016 года.
2 ноября 2012 года бригадный генерал Хасан Сейфи сообщил, что иранская армия достигла самодостаточности в производстве военной техники и что способности иранских ученых позволили стране добиться значительного прогресса в этой области. В частности генерал Сейфи заявил: «В отличие от западных стран, которые скрывают от всех свое новое оружие и боеприпасы, армия Исламской Республики Иран не боится демонстрировать свои последние военные достижения, и все страны должны знать о прогрессе Ирана в производстве оружия». 
По состоянию на 2016 год министерство обороны Ирана сотрудничает с более чем 3150 национальными фирмами, а также 92 университетами.
16 ноября 2019 года Минобороны Ирана заявило, что начало производство лазерных пушек противовоздушной обороны.
3 сентября 2020 года министр обороны бригадный генерал Амир Хатами заявил, что его страна способна производить более 38 тыс. единиц военной техники и частей оборудования.